# پنجمین ازدواج
پنجمین ازدواج فیلمی به کارگردانی نصرت‌الله وحدت و نویسندگی وحدت و علی‌محمد نوربخش محصول سال ۱۳۳۴ است.

## بازیگران
- نصرت‌الله وحدت
- فخری مرادی
- محسن فرید
- جهانبخش ملکی
- جلیلوند
- باقری
- مهدی‌زاده
- شهنواز